# Alto Molócue (distrito)
Alto Molócue (oficialmente em  Moçambique Alto Molócuè) é um distrito da província da Zambézia, em Moçambique, com sede na vila de Alto Molócue. Tem limite, a norte com os distritos de Ribaue e Malema, ambos da província de Nampula, a oeste com o distrito de Gurue, a sul e sudoeste com o distrito de Ile e a leste com o distrito de Gilé.

## Geografia
O distrito tem uma área de 6 338km²,, com um relevo acidentado e altitudes cuja maioria se situam entre os 400 e os 700 metros embora uma pequena área se situe acima dos 1000 metros. O distrito tem um clima tropical húmido, mas com deficiência de água no inverno. A sua rede hidrográfica é extensa, sendo de realçar o rio Ligonha, que marca a fronteira norte do distrito, o rio Molócue, que dá nome ao distrito e que banha a sua capital, e ainda os rios Errequete, Lice, Luaia, Mulela, Mutuasse e Namirrué.

## Demografia
De acordo com os resultados finais do Censo de 2017, o distrito tem 356 769 habitantes numa área de 6 338 km², o que resulta numa densidade populacional de 56,3 habitantes por km². A população registada no último censo representa um aumento de 30% em relação aos 275 155 habitantes contabilizados no Censo de 2007.
| 1997    | 2007    | 2017    |
| 185 224 | 275 155 | 356 769 |

O distrito é habitado maioritariamente pelo grupo étnico lomwe, cuja língua era a mais falada por 87,4% da população em 2017, seguida do português por 10% e a língua macua por 1%. A religião dominante é a muçulmana.

## História
A ocupação colonial da área do actual distrito começou em 1907 e foi concluída em 1909, tendo sido criadas as capitanias-mor do Alto e Baixo Molocué, integradas no então distrito de Quelimane (hoje província da Zambézia). Em Julho de 1918, o distrito foi atacado e brevemente ocupado por forças alemães no decurso da Primeira Guerra Mundiall.
Em 1934 foi criada a Circunscrição do Alto Molocué, unidade administrativa que se manteve até à véspera da independência nacional quando a circunscrição foi transformada em concelho pelo Decreto nº 59/74 de 27 de Julho e finalmente através do Decreto-lei nº 6/75 de 18 de Janeiro os concelhos passam a denominar-se distritos, formando-se então o Distrito de Alto Molocué.
O distrito sofreu duramente os efeitos da Guerra Civil. A Renamo entrou na Zambézia pela primeira vez em 1982, atacando povoações e estradas. A partir de 1984 a guerra generalizou-se na província, tendo a guerrilha estabelecido bases no distrito e atacando a vila sede. Além das forças governamentais, a Renamo foi combatida pelos Naparamas, um grupo messiânico fundado no distrito cerca de 1990, por um agricultor, Manuel António.
O escritor Armando Artur nasceu no distrito em 28 de Dezembro de 1962.

## Divisão administrativa
O distrito está dividido em dois postos administrativos, Alto Molócue e Nauela, compostos pelas seguintes localidades:
- Posto Administrativo de Alto Molócue:
  - Alto Molócue-Sede
  - Calaia
  - Chapala
  - Ecole
  - Malua
  - Mutala
  - Nacuaca
  - Nimala
  - Nivava
  - Novanana
- Posto Administrativo de Nauela:
  - Mahiua
  - Nauela

De notar que em 1998 a vila de Alto Molócue, até então apenas uma povoação da localidade do mesmo nome, foi elevada à categoria de município.

## Economia
A actividade económica dominante no distrito é a agricultura, envolvendo a quase totalidade da população (90,8%), com apenas 4,2% da população activa no sector secundário e 5,1% no terciário. A maior parte da produção agrícola é de sequeiro para auto-sustento, sendo que na época 2010-2011, a produção de cereais foi dominante (milho e alguma mapira), sendo de notar também a produção de feijão e amendoim. A rede industrial e de serviços limita-se a pequenas moageiras e processamento de produtos agrícolas.